# Голодний Михайло Семенович
Голодний Михайло Семенович (справжнє прізвище — Епштейн)  ( 11 грудня 1903 року, Бахмут Донецька область — 20 січня 1949 року, Москва) — радянський поет, перекладач.

## Біографія
Михайло Семенович Голодний (справжнє прізвище — Епштейн) народився 11 грудня 1903  року в місті Бахмут, Донеччина. Коли Михайлові було два роки, родина переїхала до Катеринослава (нині Дніпро)[джерело?]. Трудове життя почав з 1915 року — чорнороб, штампувальник на фабриці[джерело?]. У 16 років[джерело?] став бійцем спеціального підрозділу ВЧК під час громадянської війни. Навчався на робітничому факультеті (1923), у Вищому літературно‑художньому інституті імені Валерія Брюсова в Москві.
Член літературних об’єднань: «Молода гвардія», «Перевал» (один із співорганізаторів останнього).
Помер 20 січня 1949 року в Москві. 

## Творчість
Михайло Голодний — поет, що пройшов від робітничого середовища до літературних об’єднань 1920‑х, активно поєднував революційну тематику з перекладацькою роботою, особливо щодо спадщини Тараса Шевченка[джерело?]. Перші вірші під псевдонімом «Голодний» з’явились на початку 1920-х у радянській періодиці. У Харкові видав перші збірки "Свої" (1922) і "Земне" (1924), в яких відтворив комсомольський пафос[джерело?]. Відчутний вплив естетичних поглядів літературної групи «Перевал». У 1930-х роках написав низку балад і віршів, присвячених героям революції («Монолог Фурманова», «Суддя ревтрибуналу», «Про кінноту Будьонного», «Пісня про Щорса», «Партизан Железняк» тощо)[джерело?].
Основною темою творчості була вірність Батьківщині, що простежується у збірках «Вірші про Україну» та «Пісні й балади Вітчизняної війни»[джерело?].
Писав російською мовою.

### Збірки віршів
- 1922 рік — «Свої»;
- 1924, 1926 — «Земне»;
- 1925 рік — «Дороги»;
- 1930 рік — «Вірші і пісні»;
- 1942 — «Вірші про Україну»;
- 1942 — «Пісні и балади Вітчизняної війни».

### Перекладацька діяльність
Михайло Голодний переклав російською мовою поезії Тараса Шевченка «Слава» та «Подражаніє 11 псалму». Кобзареві присвятив поему «Пісня про Тараса Шевченка» (1939).